# Marc Lauxtermann
Marc Diederik Lauxtermann (* 27. September 1960 in Amsterdam) ist ein niederländischer Byzantinist und Neogräzist.
Lauxtermann wurde 1994 mit einer Dissertation zum byzantinischen Epigramm an der Universiteit van Amsterdam promoviert und war von 2002 bis 2006 Professor an der dortigen Leerstoelgroep Nieuwgriekse taal- en letterkunde & Byzantinologie. Seit 2007 ist er Bywater and Sotheby Professor of Byzantine and Modern Greek Language and Literature an der University of Oxford und zugleich Fellow des Exeter College, Oxford.
Lauxtermann arbeitet zur byzantinischen Dichtung, insbesondere dem Epigramm, und ihrer Metrik (besonders dem Fünfzehnsilber, dem sogenannten „politischen Vers“). Ein weiteres Arbeitsgebiet ist die neugriechische Lexikografie: Zusammen mit Arnold F. van Gemert hat er ein zweibändiges neugriechisch-niederländisches Wörterbuch erstellt. Aktuelle Forschungsprojekte betreffen die frühesten griechischen Grammatiken, die Biographie des Johannes Mauropous, die sogenannten Ptochoprodromika und Formen des Lachens mit ihren soziopolitischen Implikationen in Byzanz.
Lauxtermann ist mit Marjolijne C. Janssen verheiratet.

## Schriften
- mit Michael Jeffreys (Hrsg.): The letters of Psellos. Oxford University Press, Oxford/New York 2017, ISBN 978-0-19-878722-8.
- (mit Arnold F. van Gemert): Prisma Groot Woordenboek Nederlands-Nieuwgrieks, Nieuwgrieks-Nederlands. 2 Bde. Houten, 2008.
- The Anthology of Cephalas. In: Martin Hinterberger, E. Schiffer (Hrsg.): Byzantinische Sprachkunst. Studien zur byzantinischen Literatur gewidmet Wolfram Hörandner zum 65. Geburtstag. Berlin-New York, 2007, S. 194–208.
- Byzantine Poetry from Pisides to Geometres: texts and contexts. Bd. I. Wien, 2003. Bd. II. Wien 2019 (Wiener Byzantinistische Studien XXIV/1 u. 2)
- The Spring of Rhythm: an essay on the political verse and other Byzantine metres. Wien, 1999 (Byzantina Vindobonensia, XXII), ISBN 3-7001-2797-9.
  - Griechische Übersetzung: Οι απαρχές του ρυθμού: ένα δοκίμιο για τον πολιτικό στίχο και άλλα βυζαντινά μέτρα. Thessaloniki, 2007.
- The Byzantine Epigram in the Ninth and Tenth Centuries. Dissertation, Amsterdam 1994.